# كريستوف سانت جون
كريستوف سانت جون (بالإنجليزية: Kristoff St. John)‏ (15 يوليو 1966 - 3 فبراير 2019)؛ ممثل أمريكي.

## وفاته
تم العثور على كريستوف سانت جون ميتا في منزله، يوم الأحد 3 فبراير 2019، وفقًا لما أورده الموقع المتخصص TMZ. أكد محاميه، مارك جيراغوس، وفاة الممثل للصحافة الأمريكية، بسبب (ترجيجي) تناوله لجرعة زائدة محتملة من الكحول.

## روابط خارجية
- كريستوف سانت جون على موقع IMDb (الإنجليزية)
- كريستوف سانت جون على موقع ألو سيني (الفرنسية)
- كريستوف سانت جون على موقع أول موفي (الإنجليزية)
- كريستوف سانت جون على موقع قاعدة بيانات الفيلم (الإنجليزية)
- كريستوف سانت جون على موقع كينوبويسك (الروسية)